# پادشاهی فنج
پادشاهی فُنج یا پادشاهی سنار (به عربی: السلطنة الزرقاء) نام حکومتی سلطنتی بود در شمال سودان کنونی و با مرکزیت سنار (سودان) که توسط قوم فنج پایه‌ریزی شد و از ۱۵۰۴ تا ۱۸۲۱ میلادی از دولت‌های مهم شمال شرق آفریقا بود.
نخستین پادشاه این دوده -عماره سنقس- در اوایل سدهٔ شانزدهم میلادی با قومش شهر سنار را گشود و آن را پایتخت خود قرار داد. از ۱۵۲۳ میلادی خاندان سلطنتی فنج رسماً به اسلام گرویدند. اوج اقتدار این دولت در اواخر سدهٔ شانزدهم میلادی بود. در ۱۸۲۱ میلادی نیروهای محمدعلی پاشا وارد سنار شدند و بی مقاومت آنجا را مسخر و به عمر این پادشاهی پایان دادند.